# 2,3,4,5-四氯苯酚
2,3,4,5-四氯苯酚（2,3,4,5-TCP）是一种有机化合物，化学式为C6H2Cl4O，它是四氯苯酚的同分异构体之一。
它可由2-氨基-3,4,5,6-四氯苯甲酸和亚硝酸钠、硫酸反应，再于硫酸铜溶液中煮沸得到。它可用于制备2,3,4,5-四氯苯硫酚。